# 谭氏宗祠 (廉江市)
谭氏宗祠，位于中国广东省湛江市廉江市青平圩，为湛江市廉江市的一个市级文物保护单位，类型为近现代重要史迹及代表性建筑，公布时间为2005年4月26日。
谭氏宗祠的历史年代为近代。